# Reguła fonologiczna
Reguła fonologiczna – sposób sformułowania generalizacji opisującej proces fonologiczny w danym języku. Na przykład regułą fonologiczną w języku polskim jest asymilacja dźwięczności, co odnosi się do typu asymilacji zachodzącej między dwoma obstruentami: w wyrazie las wypowiada się na ogół bezdźwięczną spółgłoskę szczelinową [s], jednak w sekwencji las był dźwięk ten ulega wpływowi następującego po nim dźwięcznego [b] i jest wypowiadany jako [z].  
Reguły fonologiczne są podstawowym mechanizmem w klasycznej teorii fonologii generatywnej. Podstawowy wzorzec reguły fonologicznej to: 
A→B/C_D
Oznacza to: A zamienia się w B (w środowisku) pomiędzy C i D. Wyżej wspomniana asymilacja dźwięczności może być więc (w uproszczeniu, tj. abstrahując od teorii cech dystynktywnych) opisana w sposób następujący: bezdźwięczny obstruent zamienia się w dźwięczny obstruent przed następującym po nim dźwięcznym obstruentem.